# Krzysztof Mandziara
Krzysztof Mandziara (ur. 7 lutego 1956 we Wrocławiu) – gitarzysta rockowy i bluesrockowy. Związany m.in. z zespołami Cross, Budka Suflera i Recydywa oraz z Urszulą. W 2006 razem z Irkiem „Pióro” Nowackim założył zespół CrossRecydywa, do którego został zaproszony Paweł „Muzzy” Mikosz. W kwietniu 2007 Krzysztof Mandziara odszedł od zespołu – grupa zawiesiła w tym składzie działalność.

## Wybrana dyskografia
- Cross – Podwójna twarz (1984)
- Budka Suflera – Czas czekania, czas olśnienia (1984)
- Budka Suflera – Giganci tańczą (1986)
- Urszula – Malinowy król (1984)
- Urszula – 3 (1987)
- Recydywa – Równowaga strachu (1988)
- Recydywa – Letnia zadyma w środku zimy (1989) – trzy utwory na dwupłytowej składance z koncertu.
- Recydywa – Live in Concert/Równowaga strachu/2 ostatnie piosenki (Metal Mind 2006)